# 李森 (1902年)
李森（1901年—1989年），又名小才，蒙古族，绥远土默特旗（今内蒙古自治区土默特左旗）马群村人。中国共产党高级干部，曾任内蒙古自治区政协副主席。

## 生平
他出身贫农，十几岁就给地主放牛。1921年，来到包头，在土默特蒙古族地方武装绥远骑兵补充团（称"老一团"团长玉禄）当兵。内蒙古人民革命党成立后，1925年冬老一团的李森、三得胜、张兰兰等十多人入党。结识了吉雅泰、奎璧、乌兰夫等，开始接受革命思想。1927年，李森加入了中国共产党。四一二事件后，绥远省也笼罩在白色恐怖中，对共产党与革命群众疯狂屠杀。此时，李森任团部直属排排长，和老一团副官长卜子嘉安排了吉雅泰、奎璧、贾力更、高布泽博、勇夫、康福成等蒙古族党员在老一团担任文书以隐蔽起来。1928年，李森随部调磴口车站驻守。1929年春天，党组织派遣李森和奎璧等人去蒙古人民共和国学习。1929年秋，李森、奎璧和从苏联留学回国的乌兰夫、佛鼎一起回到内蒙古西部地区和老一团从事地下革命工作。李森担任中共的地下交通员，多次给革命同志带路。1931年秋天，共产国际先后派遣王若飞、吉合从苏联回国，开辟绥远工作。王若飞任中共西北特委书记。不久，王若飞在包头被捕，中共西北特委遭到破坏。1933年，中共河北省委派遣刘仁来到归绥和包头，重建中共西北特委，刘仁担任书记，吉合担任组织部部长，就住在包头老一团，在李森的掩护下开展工作。1934年，锡林郭勒盟副盟长、苏尼特右旗王爷德穆楚克栋鲁普（德王）成立了“蒙古地方自治政务委员会”（简称“蒙政会”），在百灵庙组建了蒙政会保安队，官兵大多由土默特旗和绥东四旗的蒙古族青年组成。中共西蒙工委书记乌兰夫为争取这支部队，两次前往百灵庙，在保安队官兵中宣传革命道理，并根据德王与日本人密切勾结的事实，嘱咐保安队教官、叔伯妹夫云继先和中共地下党员朱实夫等人准备暴动。乌兰夫利用李森在保安队熟人多的条件，多次派遣李森、孟纯、吉雅泰等人去做保安队官兵的思想工作，秘密策划武装暴动。1936年2月，在乌兰夫、李森等人的参与策划下，云继先、朱实夫、云蔚等人举行了百灵庙暴动，将队伍带回绥远，驻守在毕克齐，国民党绥远省政府主席傅作义将这支部队改编为绥远“蒙旗保安总队”，成为内蒙古地区第一支蒙古族抗日武装。 
抗日战争时期任中共绥西地委蒙古工作委员会书记，大青山蒙古抗日游击队第一任队长，中共三段地工委游击队队长。1941年到1943年在延安学习。
国共内战时期在内蒙古地区工作，任内蒙古人民自卫军骑兵独立旅旅长、内蒙古自治运动联合会委员、内蒙古自治政府委员、察哈尔盟公安局长、内蒙古人民自卫军骑兵第十二师师长等职。
中华人民共和国成立后，历任绥远省蒙古工作委员会负责人，绥远省民族事务委员会副主任，绥远省人民政府监察委员，内蒙古自治区民委副主任等、内蒙古政协第四届副主席。